# François Bédarida
François Bédarida (nascut el 14 de març de 1926 a Lió, Roine, França, i mort el 16 de setembre de 2001 a Fontaine-le-Port, Sena i Marne, França), fou un historiador francès contemporaneista. Els seus treballs essencialment es referiren al segle xx francès.

## Biografia
Va començar els seus estudis secundaris als grans liceus parisencs, que el condueixen a l'Escola Normal Superior el 1946. Més endavant, participa activament en la Resistència, en particular amb el grup dels militants cristians reunits al voltant del Testimoni cristià.
François Bédarida es dedicà a l'estudi de l'Anglaterra victoriana. A partir dels anys setanta, n'abordà l'època del Govern de Vichy i de la seva "filosofia política profundament antidemocràtica", convertint-se en pioner, al costat de l'historiador americà Robert Paxton i d'alguns d'altres, posant de manifest el que va ser l'acció neta del règim de Philippe Pétain, la seva naturalesa i la seva ideologia, quan, durant els anys trenta, Vichy incorrectament havia estat representat com un agent simple i auxiliar de l'Alemanya nazi.
Els seus estudis sobre aquest període ombrívol de la història de França el van portar a anteposar la responsabilitat social i científica de l'historiador.
Es converteix en mestre de conferències en l'Institut d'estudis polítics de París de 1971 a 1978. També és el fundador i el primer director de l'Institut d'història dels Temps Present, de 1978 a 1990, i el secretari general del Comitè Internacional de les Ciències Històriques, de 1990 a 2000.